# Bret McKenzie
Bret McKenzie (ur. 29 czerwca 1976 w Wellington, Nowa Zelandia) – nowozelandzki muzyk, autor tekstów, aktor, członek zespołu Flight Of The Conchords.
W 2012 roku otrzymał Oscara za piosenkę „Man or Muppet” do filmu Muppety.

## Filmografia
- Hobbit: Niezwykła podróż (2012) – Lindir, elf z Rivendell, sługa Elronda
- Flight of the Conchords (TV) (2007, 2009)
- Crow (TV) (2008, gościnnie)
- Władca Pierścieni: Powrót króla (2003) – elf Figwit (imię nadane mu przez fanów, abrewiatura z ang. Frodo Is Great Who Is That)